# Robert Finn (évêque)
Robert William Finn, né le 2 avril 1953, est un ancien évêque américain, membre de l'Opus Dei, devenu simple aumônier.
Le 21 avril 2015, accusé de négligence dans un affaire de pédopornographie, il est contraint de démissionner.

## Biographie
Robert Finn est né à Saint-Louis, dans le Missouri , le 2 avril 1953. Il est le deuxième des cinq enfants de Theodore (Pat) et Betty Schneider Finn. Il a trois sœurs, Kathleen Fornwalt, Patricia Bax et Nancy Meyer, et un frère, Richard Finn.
Finn fait ses études primaires à l'école catholique All Souls à Overland, dans le Missouri . Il étudie pour devenir prêtre dans des séminaires archidiocésains et à Rome.
Il est diplômé du séminaire préparatoire de Saint-Louis Nord en 1971 et a obtenu une licence de philosophie au Cardinal Glennon College (en) de Shrewsbury, dans le Missouri, en 1975.
Alors qu'il est séminariste au Collège pontifical nord-américain de Rome, Finn obtient une maîtrise en théologie en 1979 à l'Université pontificale Saint-Thomas-d'Aquin.
Finn est diacre de 1978 à 1979 à la paroisse Saint Charles Borromeo dans l'archidiocèse de Westminster en Angleterre.

## Prêtrise
Le 7 juillet 1979, Finn est ordonné prêtre par l'évêque John Nicholas Wurm (en) de l'archidiocèse de Saint-Louis à l'église paroissiale All Souls.
Après son ordination, Finn est nommé curé associé de deux paroisses de l'archidiocèse.
Il est ensuite nommé à la faculté St. Francis Borgia High School (en) à Washington, dans le Missouri, où il a enseigné de 1983 à 1989. Au cours de ces années, il vit en résidence et est assistant pastoral à temps partiel dans les paroisses de la région.
En 1989, Finn obtient une maîtrise en administration de l'éducation de l'Université Saint-Louis et est nommé administrateur de la St. Dominic High School (en) à O'Fallon, dans le Missouri. Poste qu'il quitte en 1996.
En 1996, Finn est nommé directeur de la formation continue des prêtres et, en 1999, il est également nommé rédacteur en chef de la St. Louis Review, l'hebdomadaire de l'archidiocèse de Saint-Louis.
En août 2003, Finn est nommé aumônier de sa sainteté par le pape Jean-Paul II, sur recommandation de l'archevêque Justin Rigali.
Finn a occupé plusieurs autres fonctions, notamment celle de président du Comité archidiocésain du diaconat ou curé de la paroisse Our Holy Redeemer à Webster Groves, dans le Missouri, avant d'être nommé évêque coadjuteur de Kansas City. 

## Évêque de Kansas City-Saint Joseph
Le 3 mai 2004, Jean-Paul II nomme Finn évêque coadjuteur du diocèse de Kansas City-Saint Joseph. Finn est consacré par le cardinal Raymond Burke à la cathédrale de l'Immaculée Conception de Kansas City. Il devient également membre du quatrième degré des Chevaliers de Colomb.
Le 24 mai 2005, le Vatican a accepté la demande de retraite de Raymond Boland (en). En tant que coadjuteur, Finn succède automatiquement à Boland comme évêque du diocèse de Kansas City-St. Joseph.
Finn devient membre de la Société sacerdotale de la Sainte-Croix, qui est liée à l'Opus Dei.
En décembre 2011 , Finn siège au Comité administratif et au Comité des priorités et des plans de la Conférence des évêques catholiques des États-Unis et est président du Groupe de travail sur la vie et la dignité de la personne humaine.

## Scandale d'abus sexuels
En mai 2011, Finn s'est excusé de ne pas avoir agi plus rapidement dans le cas du révérend Shawn Ratigan, accusé d'avoir eu un comportement inapproprié avec des enfants. Finn avait reçu en mai 2010 une lettre d'un directeur d'école élémentaire catholique, faisant état de nombreux cas de comportement inapproprié de Ratigan. Finn a déclaré qu'il n'avait pas lu la lettre. L'aveu de Finn est intervenu cinq mois après que le diocèse a découvert des photos inappropriées d'enfants sur l'ordinateur de Ratigan, et une semaine après son arrestation pour possession de matériel pédopornographique,.
Le 9 juin 2011, Finn nomme l'ancien procureur américain Todd Graves (en) pour mener une enquête indépendante sur les politiques et procédures diocésaines utilisées pour lutter contre les abus sexuels commis par le personnel de l'Église, y compris Ratigan. Finn annonce également la nomination d'un agent de liaison public et d'un médiateur indépendant. Dans un rapport de septembre 2011, Graves déclare que « les dirigeants diocésains n'ont pas suivi leurs propres politiques et procédures pour répondre aux signalements » d'abus sexuels commis par des membres du clergé.
Le 14 octobre 2011, un grand jury du comté accuse le diocèse et Finn de ne pas avoir informé la police le délit criminel de pornographie juvénile,. Selon l'acte d'accusation, le diocèse a eu connaissance de ces images le 16 décembre 2010. Plutôt que de les signaler aux forces de l'ordre, Finn a ordonné à Ratigan de subir une évaluation psychiatrique, puis l'a envoyé dans un couvent avec l'ordre de ne pas avoir de contact avec des enfants. Pendant ce temps, Ratigan a pris d'autres photos inappropriées d'enfants qu'il avait rencontrés par le biais de contacts avec l'église. Sans l'approbation de Finn, d'autres responsables diocésains ont finalement dénoncé Ratigan à la police le 11 mai 2011. Ratigan a plaidé coupable de cinq chefs d'accusation de production de pornographie juvénile et a été condamné à 50 ans de prison fédérale,.
Alors que d’autres évêques avaient été accusés d’avoir commis directement des abus, Finn fut le premier évêque américain à être inculpé en tant que superviseur de prêtres, la première affaire criminelle contre un évêque en exercice dans le scandale des abus sexuels sur mineurs dans l’Église catholique américaine.
En septembre 2012, Finn est reconnu coupable pour ne pas avoir dénoncé un prêtre qui avait pris des centaines de photos pornographiques de jeunes filles et condamné à deux ans de probation. Toutes les accusations contre le diocèse lui-même ont été abandonnées, laissant Finn comme seul inculpé,.
En septembre 2014, le Vatican lance une visite apostolique dans le diocèse, dirigée par l'archevêque Terrence Prendergast . Le directeur du SNAP qualifie alors l'enquête de « tardive ». Le cardinal Sean O'Malley de l'archidiocèse de Boston critique les actions de Finn dans une interview accordée en novembre 2014 au programme d'information télévisée 60 Minutes . O'Malley déclare que la condamnation de Finn pour ne pas avoir signalé des soupçons d'abus sur enfant le disqualifierait de l'enseignement à l'école du dimanche dans l'archidiocèse. « C'est une question que le Saint-Siège doit traiter de toute urgence », dit-il aussi.

## Démission
Le 21 avril 2015, le Vatican annonce que Finn avait démissionné de son poste d'évêque de Kansas City-St. Joseph sans fournir de raison,.
En 2016, Finn devient aumônier du couvent des Sœurs du Christ Roi à Lincoln, dans le Nebraska.
En juillet 2018, il se limite à ce rôle, à part quelques apparitions publiques occasionnelles.